# VQPRD
L'etiqueta VQPRD, que són les sigles de «vins de qualitat produïts en una regió determinada», és una indicació geogràfica que garanteix l'origen i la qualitat dels vins d'acord amb el reglament (CE) 753/2002 de la Unió Europea. Encara que les sigles poden variar en les diferents llengües oficials, les més esteses són VQPRD, ja que també coincideixen en francès, italià i portuguès.
La indicació VQPRD agrupa les denominacions dels diferents estats:
- Alemanya: Qualitätswein, Qualitätswein garantierten Ursprungs i Qualitätswein mit Prädikat
- Àustria: Qualitätswein, Kabinettwein, Prädikatswein, Spätlesewein, Auslesewein, Beerenauslesewein, Ausbruchwein, Trockenbeerenauslesewein, Eiswein, Strohwein, Schilfwein i Districtus Austria Controllatus (DAC).
- Bèlgica: Gecontroleerde oorsprongsbenaming i Appellation d'origine contrôlée (AOC).
- Espanya: Denominación de Origen (DO), Denominación de Orixe (DO), Jatorrizko Deitura (JD) i Denominació d'Origen (DO). Denominación de Origen Calificada (DOCa) i Denominació d'Origen Qualificada (DOQ).
- França: Appellation d'origine contrôlée (AOC), Appellation contrôlée i Appellation d'origine vin délimité de qualité supérieure.
- Grècia: Ονομασία προελεύσεως ελεγχόμενη (ΟΠΕ) (denominació d'origen controlada) i Ονομασία προελεύσεως ανωτέρας ποιότητος (ΟΠΑΠ) (denominació d'origen de qualitat superior).

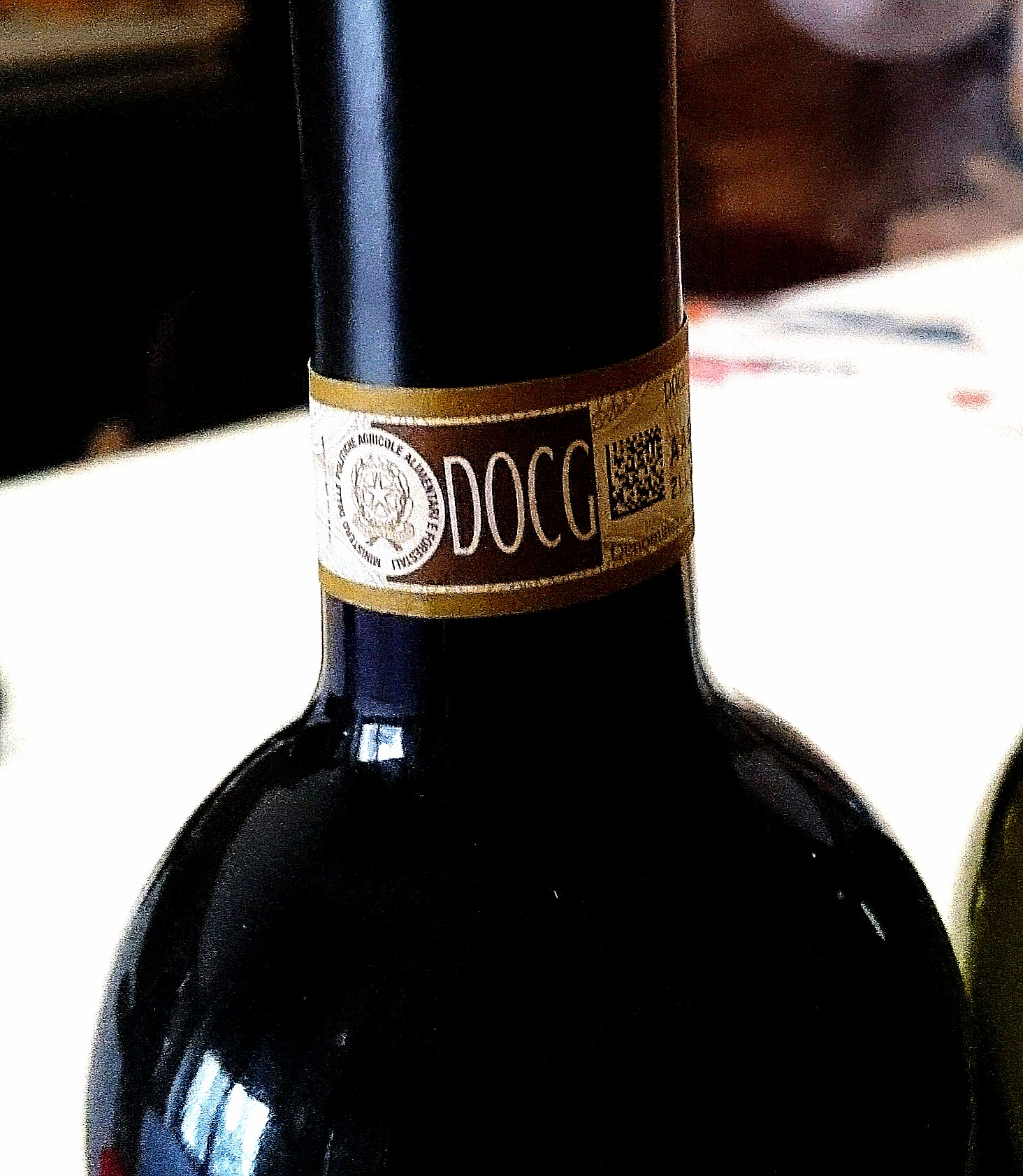
Etiqueta DOCG d'un vi italià

- Itàlia: Denominazione di origine controllata (DOC), Denominazione di origine controllata e garantita (DOCG). A més, a Tirol del Sud, Kontrollierte Ursprungsbezeichnung i Kontrollierte und garantierte Ursprungsbezeichnung.
- Luxemburg: Marque nationale, Appellation contrôlée i Appellation d'origine controlée (AOC).
- Portugal: Denominação de origem (DO), Denominação de origem controlada (DOC), Indicação de proveniência regulamentada (IPR).
- Regne Unit: English vineyard quality wine psr i Welsh vineyard quality wine psr.

Queden exempts d'incloure la denominació els següents productes:
- Espanya: Cava, Xerès i Manzanilla.
- França: xampany.
- Grecia: Σάμος o Samos.
- Itàlia: Asti, Marsala i Franciacorta.
- Portugal: Madeira i Porto.

Les diferents categories VQPRD definides són:
- VEQPRD, vi escumós de qualitat produït en regió determinada.
- VAQPRD, vi d'agulla de qualitat produït en regió determinada.
- VLQPRD, vi de licor de qualitat produït en regió determinada.
- VQPRD, per la resta de vins.

Les denominacions d'origen són tradicionals a Espanya, França i Itàlia. En altres estats i fora de la Unió Europea les denominacions o bé només garanteixen l'origen, o bé són denominacions genèriques que garanteixen el producte com és el cas, per exemple, de la Denominació d'Origen Cava. La reglamentació europea es basa en les DO, AOC i DOC i preveu l'extensió a tercers països. Fora de la Unió les denominacions utilitzades són:
- Algèria: Appellation d'origine garantie (AOG)
- Argentina: Denominación de Origen Controlada (DOC) i Indicación Geográfica (IG)
- Austràlia: Geographical Indication (GI)[1]
- Brasil: Denominação de Origem (DO) i Indicação de Procedência (IP)
- Canadà: Vintners Quality Alliance (VQA)
- Estats Units: American Viticultural Area (AVA)
- Marroc: Appellation d'origine contrôlée (AOC) i Appellation d'origine garantie (AOG)
- Mercosur: Denominación de Origen Reconocida[2] i Indicación Geográfica Reconocida
- Nova Zelanda: Geographical Indication (GI)
- San Marino: Identificazione d'Origine (IO)
- Sud-àfrica: Wine of Origin (W.O.)
- Suïssa: Appellation d'origine contrôlée (AOC)
- Tunísia: Appellation d'origine contrôlée (AOC)
- Xile: Denominación de Origen de Región Vitícola